# St. Wolfgang (Haundorf)

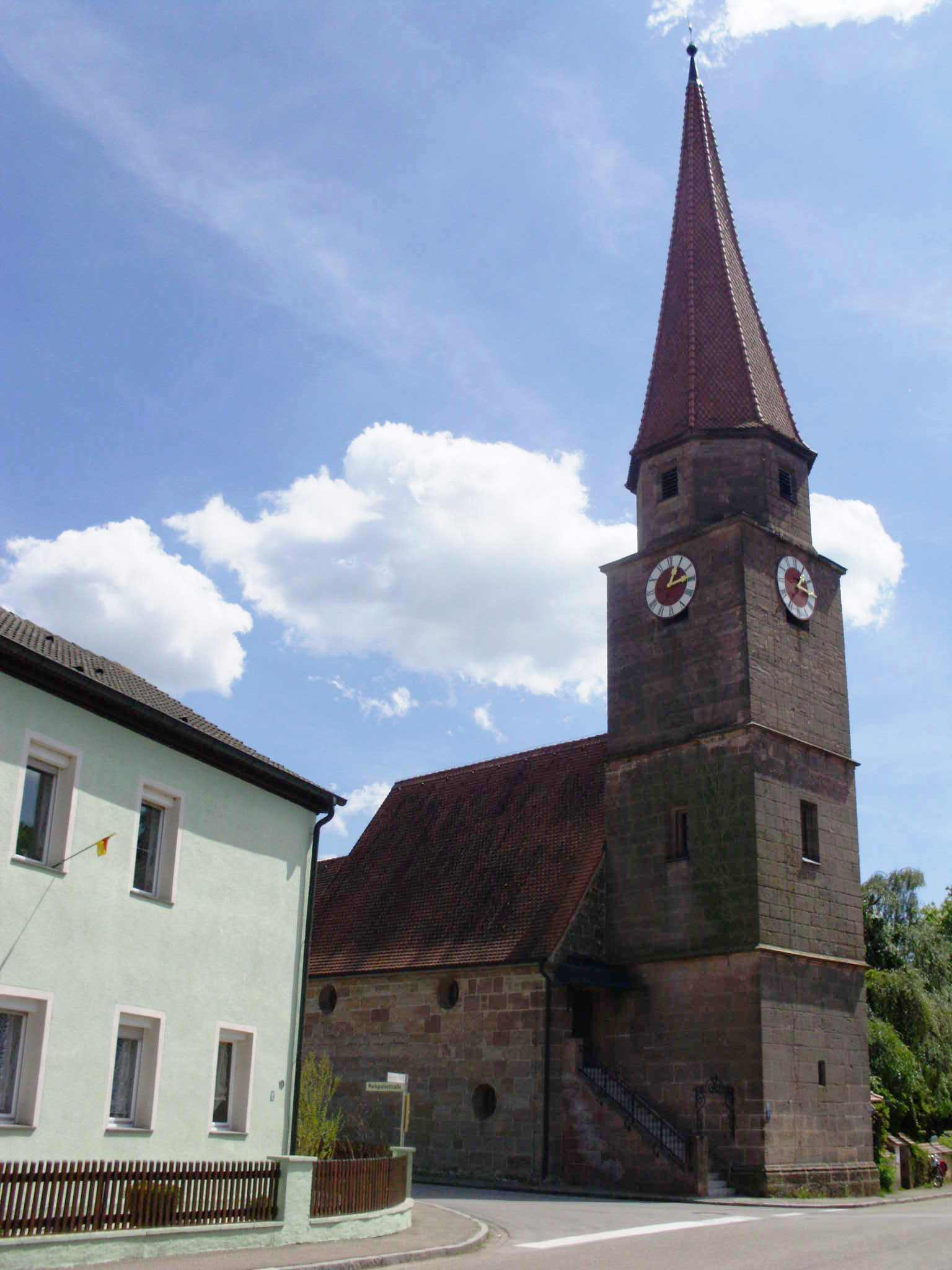
St. Wolfgang in Haundorf

Die St.-Wolfgangs-Kirche ist eine evangelisch-lutherische Kirche in Haundorf im mittelfränkischen Landkreis Weißenburg-Gunzenhausen im Georgentalweg 8. Die Kirchengemeinde Haundorf gehört zur Pfarrei Haundorf-Laubenzedel im Evangelisch-Lutherischen Dekanat Gunzenhausen. Die Saalkirche ist unter der Denkmalnummer D-5-77-138-1 als Baudenkmal in die Bayerische Denkmalliste eingetragen. Die mittelalterlichen und frühneuzeitlichen Befunde im Bereich der Kirche sind zusätzlich als Bodendenkmal (Nummer:D-5-6830-0170) eingetragen.

## Geschichte
Die Kirche wurde vermutlich 1449 errichtet. Eine Angabe auf dem Schlussstein des Chorbogens datiert die Kirche auf das Jahr 1458. Wahrscheinlich erfolgte der Bau im Zuge von Wallfahrten nach Haundorf, veranlasst durch den Namenspatron Wolfgang von Regensburg. Die Kirche diente als Hofkirche des Jagdschlosses Georgenthal.

## Beschreibung
Nach Zerstörungen im Dreißigjährigen Krieg wurde 1706 das Kircheninnere durch die Markgrafen von Brandenburg-Ansbach barockisiert, während das Äußere spätgotisch blieb. In dieser Zeit schuf Mathias Auernheimer die Stuckdecke. Altar und Kanzel stammen von Giuseppe Volpini, die Fassung des Altars von Sebastian Ludwig Hopfer. 1713 stiftete Wilhelm Friedrich der Kirche ein Ölgemälde mit Gethsemane-Szene.
Ein Kreuzrippengewölbe bildet den Ostchor. Auf der Chornordwand ist auf 24 Bildern in vier Registern die Wolfgangslegende dargestellt. In den 1940er Jahren wurden Fresken freigelegt. In den Jahren 1994 und 1995 fand eine größere Renovierung statt.
Der aus dem 16. Jahrhundert stammende Kirchturm auf der Westseite wird von einem 1791 hinzugefügten Spitzhelm gekrönt. Der viergeschossige Turm wurde 1711 oktogonal erweitert. Das Gebäude besteht aus Sandstein.

## Friedhof
Auf dem Friedhof ist das Grabdenkmal von Ph. A. Bolz, eine dreiseitige Kalksteinpyramide von 1814, denkmalgeschützt.